# Dianthus zedebaueri
Dianthus zedebaueri är en nejlikväxtart som beskrevs av Friedrich Vierhapper. Dianthus zedebaueri ingår i släktet nejlikor, och familjen nejlikväxter. Inga underarter finns listade i Catalogue of Life.